# ژنرال نیل
ژنرال نیل (لهستانی: Generał Nil) یک فیلم درام تاریخی لهستانی به کارگردانی ریشارد بوگایسکی است که در سال ۲۰۰۹ منتشر شد. این فیلم دربارهٔ زندگی سرتیپ آئوگوست امیل فیلدورف معاون و جانشین فرمانده کل ارتش میهنی لهستان است که نام مستعارش ژنرال نیل بود.

## گزیدهٔ بازیگران
- اولگیرد ووکاشویچ
- زبیگنیف استرئی
- یاتسک روزنک
- لِشِک لیخوتا
- ماچئی کوزووفسکی
- توماش ددک
- کاتاژینا هرمان
- آدام وُرونوویچ
- تادئوش برادتسکی
- دوروتا لاندوفسکا
- ماریا مامونا
- مارِک لواندوفسکی
- میئوگوست رچک
- پیوتر رنکاویک
- بئاتا خروشچینسکا
- آندژی دِسکور
- ماگدالنا امیلیانوویچ
- آنا چیِشلاک
- آلیتسیا یاخیه‌ویچ
- گژگوش کووالچیک
- کشیشتف ووکاشِویچ
- ماچئی میکووایچیک
- روبرت وابیخ
- آرتور جورمان
- استفان اشمیت